# Paraliparis valentinae
Paraliparis valentinae är en fiskart som beskrevs av Anatoly Petrovich Andriashev och Neyelov, 1984. Paraliparis valentinae ingår i släktet Paraliparis och familjen Liparidae. Inga underarter finns listade i Catalogue of Life.